# Colin Campbell, VI conte di Argyll
Colin Campbell, VI conte di Argyll, capo del clan Campbell (1545 o 1546 – 1584), è stato un politico scozzese.

## Biografia

### Infanzia
Era il figlio maggiore di Archibald Campbell, IV conte di Argyll e della sua terza moglie Margaret Graham. Era pure fratellastro di Archibald Campbell, V conte di Argyll. I nonni materni erano William Graham, III conte di Menteith e Margaret Moubray.

### Primo matrimonio
Colin fu dapprima sposato con Joan Stewart, figlia di Henry Stewart, I signore Methven, terzo marito di Margherita Tudor.

### Secondo matrimonio
Sposò in seconde nozze Lady Agnes Keith, vedova di Giacomo Stewart, reggente di Scozia e fratellastro di Maria Stuarda. Questa gli diede due figli.

### Morte
Il Conte di Argyll morì nel 1584

## Discendenza
Il Conte di Argyll si sposò due volte:
- Dal primo matrimonio con Joan Stewart non nacque nessun figlio.
- Con Lady Agnes Keith, sua seconda moglie, ebbe:
  - Archibald Campbell, VII conte di Argyll;
  - Sir Colin Campbell di Lundie.